# Rio Necar
O Neckar, ou, na sua forma portuguesa, Necar, é um rio da Alemanha e um afluente importante do rio Reno, que ele encontra em Mannheim. Nascendo na Floresta Negra, ele flui através das montanhas Odenwald e atravessa Tübingen, Nürtingen, Esslingen, Stuttgart e Heidelberg. O comprimento total do Neckar, da sua nascente perto de Villingen-Schwenningen até o Reno, é de 367 km. Sua bacia tem 13 960 km².

## Geografia
- «Fotos da nascente do Neckar (de)»

### Cidades banhadas pelo Neckar
Da sua nascente até sua confluência com o rio Reno:
- Villingen-Schwenningen
- Rottweil
- Sulz am Neckar
- Horb am Neckar
- Rotemburgo
- Tubinga
- Nürtingen
- Plochingen
- Esslingen
- Stuttgart
- Ludwigsburg
- Freiberg am Neckar
- Marbach am Neckar
- Besigheim
- Heilbronn
- Mosbach
- Eberbach
- Heidelberg
- Mannheim